# Borboropactus jiangyong
Borboropactus jiangyong es una especie de araña cangrejo del género Borboropactus, familia Thomisidae. Fue descrita científicamente por Yin, Peng, Yan & Kim en 2004.

## Distribución
Esta especie se encuentra en China.